# Fanny Jackson Coppin
Fanny Jackson Coppin, född 1837, död 1913, var en amerikansk lärare. 
Hon blev 1869 den första afro-amerikanska kvinnliga rektorn, vid Institute for Colored Youth i Philadelphia. 